# Zbyněk Fric
Zbyněk Fric (* 8. dubna 1971 Bystré u Poličky) je český herec, zpěvák a tanečník.

## Životopis
Narodil se v Bystrém u Poličky do rodiny učitelky a mechanika. Po gymnáziu začal studovat Vysokou školu zemědělskou v Brně, ale po roce podal přihlášku na JAMU v Brně , kam se sice nedostal, ale během přijímací zkoušek mu ředitel Horáckého divadla mu nabídl angažmá, kde poté působil dva roky. Poté v Praze studoval DAMU, ale po dvou letech studia ukončil . V té době se začal věnovat muzikálům, začínal v muzikálu 451° Fahrenheita a poté získal roli Šimona Zélóta v původním uvedení muzikálu Jesus Christ Superstar v divadle Spirála a posléze roli Stevena v Draculovi. Od roku 1997 hrál roli Smajla v seriálu Zdivočelá země.
V roce 2000 ztvárnil hlavní roli Dannyho v pražském uvedení muzikálu Pomáda v režii Jána Ďurovčíka , v Pomádě se objevil i v jejím obnoveném uvedení, ale v roli Vince Fontaina a Anděla. V roce 2002 hrál roli Marca Antonia v nově otevřeném divadle Broadway, v roce 2003 se objevil v baletním představení Lucrezia Borgia v roli Cesara Borgii. V roce 2004 si zahrál roli vypravěče v tanečním představení Edith, vrabčák z předměstí, ve stejném roce ještě hrál v muzikálech Rebelové a Tři mušketýři. V roce 2007 ztvárnil roli Uliho a Listonoše v jazzové opeře Dobře placená procházka v režii Miloše Formana.

## Filmografie
- 1995 - Poslední přesun
- 1997 - Zdivočelá země, role: Smajl
- 1998 - Oběti: Přepadení
- 1999 - Tři králové
- 2001 - Den, kdy nevyšlo Slunce
- 2001 - Stříbrná paruka
- 2001 - Královský slib, role: Posel
- 2004 - Rodinná pouta, role: Puf
- 2006 - Poslední sezona
- 2007 - Velmi křehké vztahy, role: Puf
- 2007 - Světla pasáže
- 2008 - Expozitura, role: Kaprál
- 2010 - Kriminálka Anděl

## Divadlo

### Muzikály
- 1994 - 451° Fahrenheita, Hudební divadlo Karlín
- 1994 - Jesus Christ Superstar, Divadlo Spirála
- 1995 - Dracula, Kongresové centrum Praha
- 1996 - Hello, Dolly!, Hudební divadlo Karlín
- 1996 - Limonádový Joe, Divadlo Příbram
- 1996 - Krysař, Divadlo Ta Fantastika
- 1997 - Sny z Nového Yorku, Hudební divadlo Karlín
- 1998 - Anděl s ďáblem v těle, Hudební divadlo Karlín
- 2000 - Pomáda, GoJa Music Hall a Divadlo Kalich (2012)
- 2001 - Starci na chmelu, Divadlo Milénium
- 2002 - Kleopatra, Divadlo Broadway
- 2003 - Lucrezia Borgia, Národní divadlo a Divadlo Hybernia (2012)
- 2004 - Rebelové, Divadlo Broadway
- 2004 - Edith, vrabčák z předměstí, Mahenovo divadlo
- 2004 - Tři mušketýři, Divadlo Broadway a Divadlo Hybernia (2009)
- 2006 - Golem, Divadlo Hybernia
- 2007 - Dobře placená procházka, Národní divadlo
- 2007 - Angelika, Divadlo Broadway
- 2007 - Jack Rozparovač, Divadlo Kalich
- 2008 - Čachtická paní, Divadlo J. K. Tyla v Plzni
- 2008 - Touha, Divadlo Kalich
- 2009 - Kudykam, Státní opera Praha
- 2009 - Kladivo na čarodějnice, Divadlo Milénium
- 2011 - Osmý světadíl, Divadlo Kalich
- 2011 - Bílý dalmatin, Divadlo Kalich
- 2013 - Mauglí, Divadlo Kalich
- 2014 - Rent, Divadlo Kalich
- 2014 - Horečka sobotní noci, Divadlo Kalich
- 2015 - Tajemství, Divadlo Kalich
- 2015 - Romeo a Julie, Forum Karlín
- 2016 - Srdcový Král, Divadlo Kalich
- 2019 - Voda (a krev) nad vodou [4], Divadlo Kalich
- 2020 - Monty Python's Spamalot, Městské divadlo Kladno
- 2021 - Cyrano, Hudební Divadlo Ze:Mě

### Činohra
- 2001 - Cesta pokojného bojovníka, Lyra Pragensis
- 2006 - Postel plná cizinců, Divadlo U Hasičů
- 2008 - Kámen a bolest, Divadlo Litera
- 2009 - Splašené nůžky, Divadlo Kalich
- 2010 - Pochod Radeckého, Divadlo Litera
- 2011 - Láska naruby, Divadlo Kalich
- 2013 - Drž mě pevně, miluj mě zlehka, Divadlo ABC
- 2013 - Rváč, Divadlo ABC